# ジョージ・カール
ジョージ・マシュー・カール (George Matthew Karl, 1951年5月12日 - ) は、アメリカ合衆国出身の元バスケットボール選手、指導者。ペンシルベニア州ペンヒルズ出身。身長188cm。ポジションはガード。NBAヘッドコーチとして有名な人物。シアトル・スーパーソニックス、ミルウォーキー・バックス、デンバー・ナゲッツ、サクラメント・キングスなどのヘッドコーチを歴任した。

## キャリア
ノースカロライナ大学出身。1973年にサンアントニオ・スパーズと契約。スパーズは当時ABAに所属していた。1973年から1976年までをABAで、その後1978年までをNBAで、控えのポイントガードとしてプレーし、264試合に出場し、平均6.5得点、3アシストの成績を残している。

## コーチ
カールはNBA時代のスパーズのアシスタントコーチとなる。2年後に、CBAのモンタナ・ゴールデンナゲッツ（グレートフォールズ）のヘッドコーチとなる。カールは2回、最優秀CBAコーチを獲得した。1983年にクリーブランド・キャバリアーズのフロント入り、1984年に正式にヘッドコーチとなる。67試合采配を振って解任。その後、ゴールデンステート・ウォリアーズのヘッドコーチを務めるも2年目で辞任。この時代、コーチとして結果を残せなかった。再びCBAのオールバニ・パトルーンズで4年間コーチに就任。
カールは1991-1998年からのシアトル・スーパーソニックスのヘッドコーチとしてNBAに戻る。1991-92年のシーズン途中の20勝20敗から就任して47勝35敗の成績でプレイオフに出場する。ゲイリー・ペイトンとショーン・ケンプを中心に1992-1998までの6年間は55勝以上し、1994年にはウェスタン・カンファレンス第1シードであったもののプレーオフ1回戦で第8シードのデンバー・ナゲッツに敗れた。NBAプレーオフで第1シードが第8シードに敗れたのはこれが初めてであった。その後1996年にはNBAファイナルまで進んだが2勝4敗でシカゴ・ブルズに敗れた。このファイナルでは第3戦まで守備のスペシャリストのネイト・マクミランを欠いた。
1998年に、ヘッドコーチとしてミルウォーキー・バックスへ移った。レイ・アレン、グレン・ロビンソン、サム・キャセールらを上手く起用し、2001年には52勝30敗。しかし、その後アレンや、ロビンソンとの関係が悪くなり、二人はトレード。自身は、2003年のシーズン後に解任された。
2005年の1月27日に臨時のヘッドコーチのマイケル・クーパーと交代してデンバー・ナゲッツのヘッドコーチになった。2004-05シーズンの後半にナゲッツは32勝8敗を記録した。2005年7月、前立腺癌に罹っていることを明らかにしたがこれを克服、2006年12月28日に、ナゲッツが112-98でスーパーソニックスを破った時にカールはコーチとして800勝を記録した。
2009-10シーズン、4度目となるオールスターゲームのコーチを務めたがその後、喉頭癌の治療のためチームを離れた。2010-11シーズン、チームに復帰し、2010年12月10日に史上7人目の通算1000勝を達成した。その後2012-13シーズンの最優秀ヘッドコーチ賞を受賞しながらも、プレーオフ1回戦敗退の責任を取らされ解任された。
2014-15シーズン途中に、サクラメント・キングスのヘッドコーチに就任。2016年1月2日のフェニックス・サンズ戦に142-114で勝利し、NBAヘッドコーチ歴代5位タイとなる通算1155勝目の勝利を挙げた。しかし、ここ10年にも及ぶキングスの低迷に歯止めをかけることは出来ず、2015-16シーズン終了後の4月14日に解任された。

## 実績
| チーム       | シーズン | G    | W    | L   | W–L% | シーズン結果     | PG  | PW | PL  | PW–L% | 最終結果                         |
| ------------ | -------- | ---- | ---- | --- | ---- | ---------------- | --- | -- | --- | ----- | -------------------------------- |
| Cleveland    | 1984–85  | 82   | 36   | 46  | .439 | 4th in Central   | 4   | 1  | 3   | .250  | 1st.ラウンド敗退                 |
| Cleveland    | 1985–86  | 67   | 25   | 42  | .373 | (fired)          | —   | —  | —   | —     | —                                |
| Golden State | 1986–87  | 82   | 42   | 40  | .512 | 3rd in Pacific   | 10  | 4  | 6   | .400  | カンファレンスセミファイナル敗退 |
| Golden State | 1987–88  | 64   | 16   | 48  | .250 | (fired)          | —   | —  | —   | —     | —                                |
| Seattle      | 1991–92  | 42   | 27   | 15  | .643 | 4th in Pacific   | 9   | 4  | 5   | .444  | カンファレンスセミファイナル敗退 |
| Seattle      | 1992–93  | 82   | 55   | 27  | .671 | 2nd in Pacific   | 19  | 10 | 9   | .526  | カンファレンスファイナル敗退     |
| Seattle      | 1993–94  | 82   | 63   | 19  | .768 | 1st in Pacific   | 5   | 2  | 3   | .400  | 1st.ラウンド敗退                 |
| Seattle      | 1994–95  | 82   | 57   | 25  | .695 | 2nd in Pacific   | 4   | 1  | 3   | .250  | Lost in 1st.ラウンド敗退         |
| Seattle      | 1995–96  | 82   | 64   | 18  | .780 | 1st in Pacific   | 21  | 13 | 8   | .619  | ファイナル敗退                   |
| Seattle      | 1996–97  | 82   | 57   | 25  | .695 | 1st in Pacific   | 12  | 6  | 6   | .500  | カンファレンスセミファイナル敗退 |
| Seattle      | 1997–98  | 82   | 61   | 21  | .744 | T-1st in Pacific | 10  | 4  | 6   | .400  | カンファレンスセミファイナル敗退 |
| Milwaukee    | 1998–99  | 50   | 28   | 22  | .560 | 4th in Central   | 3   | 0  | 3   | .000  | 1st.ラウンド敗退                 |
| Milwaukee    | 1999–00  | 82   | 42   | 40  | .512 | 5th in Central   | 5   | 2  | 3   | .400  | 1st.ラウンド敗退                 |
| Milwaukee    | 2000–01  | 82   | 52   | 30  | .634 | 1st in Central   | 18  | 10 | 8   | .250  | カンファレンスファイナル敗退     |
| Milwaukee    | 2001–02  | 82   | 41   | 41  | .500 | 5th in Central   | —   | —  | —   | —     | Missed Playoffs                  |
| Milwaukee    | 2002–03  | 82   | 42   | 40  | .512 | 4th in Central   | 6   | 2  | 4   | .333  | 1st.ラウンド敗退                 |
| Denver       | 2004–05  | 40   | 32   | 8   | .800 | 2nd in Northwest | 5   | 1  | 4   | .200  | 1st.ラウンド敗退                 |
| Denver       | 2005–06  | 82   | 44   | 38  | .537 | 1st in Northwest | 5   | 1  | 4   | .200  | 1st.ラウンド敗退                 |
| Denver       | 2006–07  | 82   | 45   | 37  | .549 | 2nd in Northwest | 5   | 1  | 4   | .200  | 1st.ラウンド敗退                 |
| Denver       | 2007–08  | 82   | 50   | 32  | .610 | 2nd in Northwest | 4   | 0  | 4   | .000  | 1st.ラウンド敗退                 |
| Denver       | 2008–09  | 82   | 54   | 28  | .659 | 1st in Northwest | 16  | 10 | 6   | .625  | カンファレンスファイナル敗退     |
| Denver       | 2009–10  | 82   | 53   | 29  | .646 | 1st in Northwest | 6   | 2  | 4   | .250  | 1st.ラウンド敗退                 |
| Denver       | 2010–11  | 82   | 50   | 32  | .644 | 2nd in Northwest | 5   | 1  | 4   | .200  | 1st.ラウンド敗退                 |
| Denver       | 2011–12  | 66   | 38   | 28  | .576 | 2nd in Northwest | 7   | 3  | 4   | .429  | 1st.ラウンド敗退                 |
| Denver       | 2012–13  | 82   | 57   | 25  | .695 | 2nd in Northwest | 6   | 2  | 4   | .333  | 1st.ラウンド敗退                 |
| Sacramento   | 2014–15  | 30   | 11   | 19  | .367 | 4th in Pacific   | -   | -  | -   | –     | Missed Playoffs                  |
| Career       |          | 1915 | 1142 | 773 | .596 |                  | 185 | 80 | 105 | .432  |                                  |

## 家族
息子のコビー・カールはボイシ州立大学を卒業後、ロサンゼルス・レイカーズの控えガードを務めた後、数チームでプレーした。彼もまた甲状腺癌に罹ったがこれを克服している。